# County Line (Metro de Filadelfia)
County Line  es una estación en la línea Púrpura del Metro de Filadelfia. La estación se encuentra localizada en County Line Road cerca de Matsonford Road en Lower Merion, Pensilvania.  La Autoridad de Transporte del Sureste de Pensilvania (por sus siglas en inglés SEPTA) es la encargada por el mantenimiento y administración de la estación. La estación se encuentra a 8.6 millas de las vías de la Terminal de la Calle 69.

## Descripción y servicios
La estación County Line cuenta con 2 plataformas laterales y 2 vías.  

## Conexiones
La estación es abastecida por las siguientes conexiones: 
- Rutas de autobuses de SEPTA: Ninguna